# Kovariant vektor
Kovariant vektor kallas inom allmän relativitetsteori en vektor med nedre index, {\displaystyle \;x_{a}}.
En kovariant vektor transformeras genom multiplikation med ett värde som är omvänt proportionellt mot skalan.
I ett kartesiskt koordinatsystem (3-dimensionellt, rätlinjigt och ortogonalt) sammanfaller x-axeln med y-z-planets normal, y-axeln med x-z-planets normal och z-axeln med x-y-planets normal. 
För att entydigt beskriva en vektor i ett kartesiskt system kan vektorn projiceras på axlarna och axelprojektionernas storlekar anges. Projektionerna på plannormalerna ger samma resultat. Men för icke-ortogonala koordinatsystem sammanfaller inte axlarna med plannormalerna. En vektor får då olika komponenter om projektion sker på axlarna eller på plannormalerna.
Axelkomponenterna kallas kontravarianta och plannormalkomponenterna kallas kovarianta. 
För att skilja mellan kontravarianta och kovarianta komponenter används superscript notation för kontravarianta komponenter (index placerat upptill på liknande sätt som exponenter brukar placeras) och för kovarianta komponenter används subscript (index placerat nedtill).
En vektor som beskriver en fysikalisk storhet är oberoende av hur koordinatsystemet väljs. Men om koordinatsystemet byts, ändras dess komponenter. Eftersom vektorn är entydigt bestämd av sina komponenter, går det att finna målsystemets komponenter genom att projicera utgångssystemets komponenter på axlar eller plannormaler och för varje målsystemkomponent summera bidraget från alla utgångssystemkomponenter.
Om utgångssystemets x-axel (x) bildar vinkeln α med målsystemets x-axel (x') projicerar vi vektorns x-komposant genom att multiplicera med cos α (riktningscosin). Om det är fråga om kartesiska koordinatsystem gäller
{\displaystyle \cos \alpha ={\frac {\partial x'}{\partial x}}={\frac {\partial x}{\partial x'}}}
Man kan alltså utgå från utgångssystemet och bestämma cos α genom att se hur en förflyttning i x-led projiceras på målsystemets x-axel eller utgå från målsystemet och se resultatet i utgångssystemet. I båda fallen får man samma värde på cos α.
Men vid skaländring och för icke-ortogonala system får man olika resultat. Om δx'/δx används kallas transformationen kontravariant och om δx/δx' används kallas den kovariant.

## Källa
- M R Spiegel Vector Analysis Schaum's outline series McGraw-Hill Book Company 1959